# Skoteiní
Skoteiní är en ort i Grekland.   Den ligger i prefekturen Nomós Argolídos och regionen Peloponnesos, i den södra delen av landet, 110 km väster om huvudstaden Aten. Skoteiní ligger 666 meter över havet och antalet invånare är 347.
Terrängen runt Skoteiní är bergig åt sydväst, men åt nordost är den kuperad. Runt Skoteiní är det mycket glesbefolkat, med 4 invånare per kvadratkilometer. Närmaste större samhälle är Nemea, 20,0 km öster om Skoteiní. 